# Scottish Connection
Scottish Connection est un graphic novel américain de Batman réalisé par Alan Grant et Frank Quitely.

## Synopsis
Batman doit lutter contre le descendant d'une famille de paysans écossais chassés par leur seigneur, un ancêtre de Bruce Wayne, il y a 600 ans. La famille en route vers les Amériques a été décimée et l'esprit de vendetta s'est perpétué de générations en générations.

## Personnages
- Batman / Bruce Wayne

### Éditeurs
- 2005 : Scottish Connection (Semic, collection Récit Complet - Batman) : première édition française

## Liens
- fiche sur The Comic Book Database